# Костюченко Іван Порфирович
Костюченко Іван Порфирович (1918–1997 рр.) — український історик, археолог, методист. Автор наукових праць «Могильник епохи бронзи біля хутора Хмельницького», «Розкопки Міатлинського курганного поля в 1955 р.», «Наочний посібник з математики для 1 класу», «Формування початкових математичних уявлень» та ін.
Народився в с. Ушня Менського району в селянській родині. Закінчив Городнянське педучилище.